# Paula Valentí Fuster
Paula Valentí Fuster   (Girona, 9 de setembre de 1851 - Girona, 5 de febrer de 1926) va ser la matriarca dels germans Masó Valentí i va compaginar la vida familiar amb l'exercici de la caritat cristiana des de la parròquia de Sant Feliu de Girona. Va tenir onze fills.

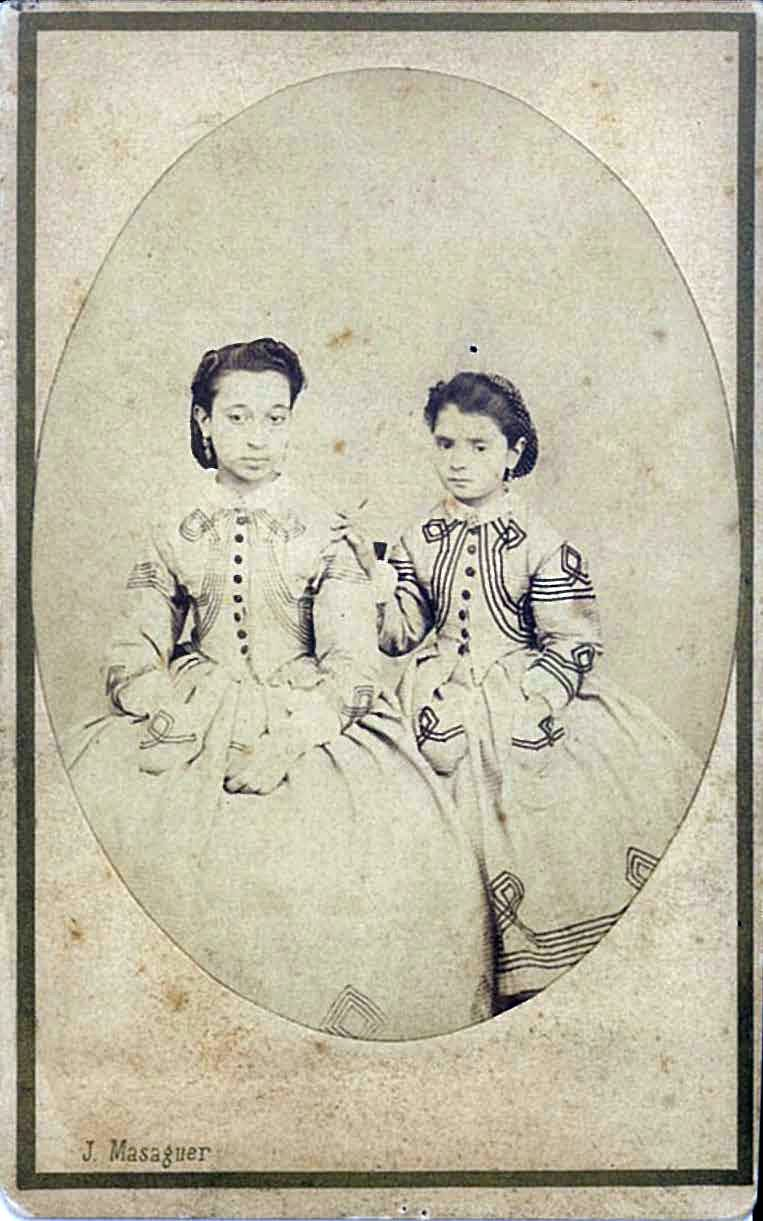
Les germanes Paula i Gertrudis Valentí Fuster. c. 1865. Fundació Rafael Masó

Paula Valentí va néixer el 1851 a la casa de les Ballesteries, el seu pare, Jaume Valentí Rovira era un metge reconegut fill de Vilanova i la Geltrú. La seva mare, Narcisa Fuster Cargol era mestressa de casa. Del matrimoni van néixer dues nenes, Paula era la primogènita, i Gertrudis, la petita, va morir prematurament. Paula serà la mare dels germans Masó Valentí i va rebre la casa dels seus pares al carrer de les Ballesteries de Girona i allà va fundar la família amb el seu espòs Rafael Masó Pagès (1851-1915).
Va ser educada a les monges Escolàpies, que tenien el seu col·legi a l'edifici de la Pia Almoina de la pujada de la Catedral de Girona. En aquesta escola va seguir la versió femenina del model educatiu de la segona meitat del segle xix, marcat per la Llei Moyano. Durant el segle xix en la consolidació de les classes mitjanes integrades pels professionals liberals, polítics i intel·lectuals, sorgeix la necessitat d'una educació de qualitat pels fills d'aquest nou grup social, encàrrec que assumeixen, majoritàriament les congregacions religioses.
Entre 1878 i 1892 varen néixer els 11 fills del matrimoni: Santiago (1878-1960), Rafael (1880-1935), Artur (1882), Joan (1883-1973), Francesc de Paula (1885-1902), Angelina (1885-1960), Josep (1887), Alfons (1889), Narcís (1890-1953), Maria de la Bonanova (1892-1981) i Paula (1894-1957). D'aquesta nissaga només set varen arribar a l'edat adulta. Quatre varen morir víctimes de la mortalitat infantil que patia la ciutat i el país a l'època.
En els anys d'escola, Paula Valentí passà bona part de les hores de classe a les escolàpies brodant. És així com va poder realitzar el magnífic quadre amb la inscripció: «Paula Valentí lo dedica a su señor papà. Colegio de las Escolapias de Gerona», que es guarda a la casa familiar.
El 1877, Paula es va casar amb Rafael Masó Pagès, amb qui va tenir onze fills dels quals en varen sobreviure set. Al seu costat, Rafael Masó Pagès va desplegar una carrera professional plena, com correspon a l'emergència dels nous professionals de finals del segle XIX: procurador, impressor, fundador de la Impremta Masó i del Diario de Gerona de Avisos y Noticias, regidor municipal i diputat provincial, a més de pintor afeccionat.  
Més enllà de l'àmbit familiar, Paula al llarg de la seva vida va exercir la caritat a la parròquia de Sant Feliu, on fou presidenta de les Conferències de Sant Vicenç de Paul. Poca és la informació que s'ha conservat d'aquesta institució a la ciutat de Girona. Se sap que és originària de França, i que pel que fa a la península, va iniciar les seves activitats cap el 1850. Sovint es considera, per organització i filosofia, el precedent directa de Càritas. La consulta als arxius ha reportat informació d'activitat a Girona a partir de 1856. Concretament és el 8 de juny d'aquell any quan els documents daten la instal·lació a la ciutat. Es tracta de registres del membres actius i de famílies tributàries d'ajuts al seu càrrec.
Paula Valentí va deixar un tímid rastre de la seva activitat ciutadana. Un exemple es troba en el testimoni de la subscripció oberta pel Centre Catalanista de Girona i sa comarca per la confecció de la bandera de la Unió Catalanista. En les pàgines de Lo Geronés de 16 de maig de 1901 hi figura una actualització de la llista oberta amb les aportacions de les dames gironines següents: Dolors Canal de Saguer, Dolors Collell de Canal, Joana Canal i Collell, Rosa Canal i Collell, Concepció Franquesa, Llúcia Maimir de Alsina, Remei Roca i Jordà, Maria de les Mercès Feliu de Franquesa, Virginia Iglesias, Carme Monsalvatje, Papeta Monsalvatje, Antonia Deop, Claudina Iglesias, Maria Solés, Virginia Monsalvatje, Narcisa Barguñà Matas, Maria de Jesús Comas i Cornell, Paula Valentí de Masó, Angelina Masó i Valentí, Paulina Masó i Valentí, Llúcia Terrades i Pujol, Julia Guytó i Mateu, Florencia Costa i Cels, Glòria Costa i Gimenez, Mercè Coll Forest, Maria Cordomí i Eulària Giménez.
També va participar molt activamernt en la protesta de dones de 1907, com a resposta de rebuig per part de l'Església i sectors propers contra la Llei d'Associacions que l'Estat estava debatent i que es considerava que vulnerava la llibertat d'actuació de l'església en matèria d'educació i assistència social. El fet va evidenciar l'existència d'un sòlid teixit associatiu femení, constituït per juntes i lligues de dames directament vinculades a l'església, com l'Asociación de señoras de Vela y Oración, i la Congregación Mariana de Señoras de la Sagrada Família, per citar només dos exemples.
Les tapes del llibre de signatures va ser dissenyat per Rafael Masó, i així li va explicar per carta ell a la seva promesa, Esperança Bru.
| « | Avui m'ha caigut a mans el seu estimat nom i el de la Maria, entre d'altres, amb tinta violeta que endevino son escrits al Col·legi.- Ja suposo que deu endevinar a lo que em refereixo! A la Protesta de les dones gironines- M'haguera sapigut greu de no trovarli -¡Com venen les coses! ¡entre 5000 noms casi per incert vaig obrir a ben poca distancia del seu! J estic molt joiós de poguer feshi les coberts o capsa amb que ho enviaran a Madrid. | » |

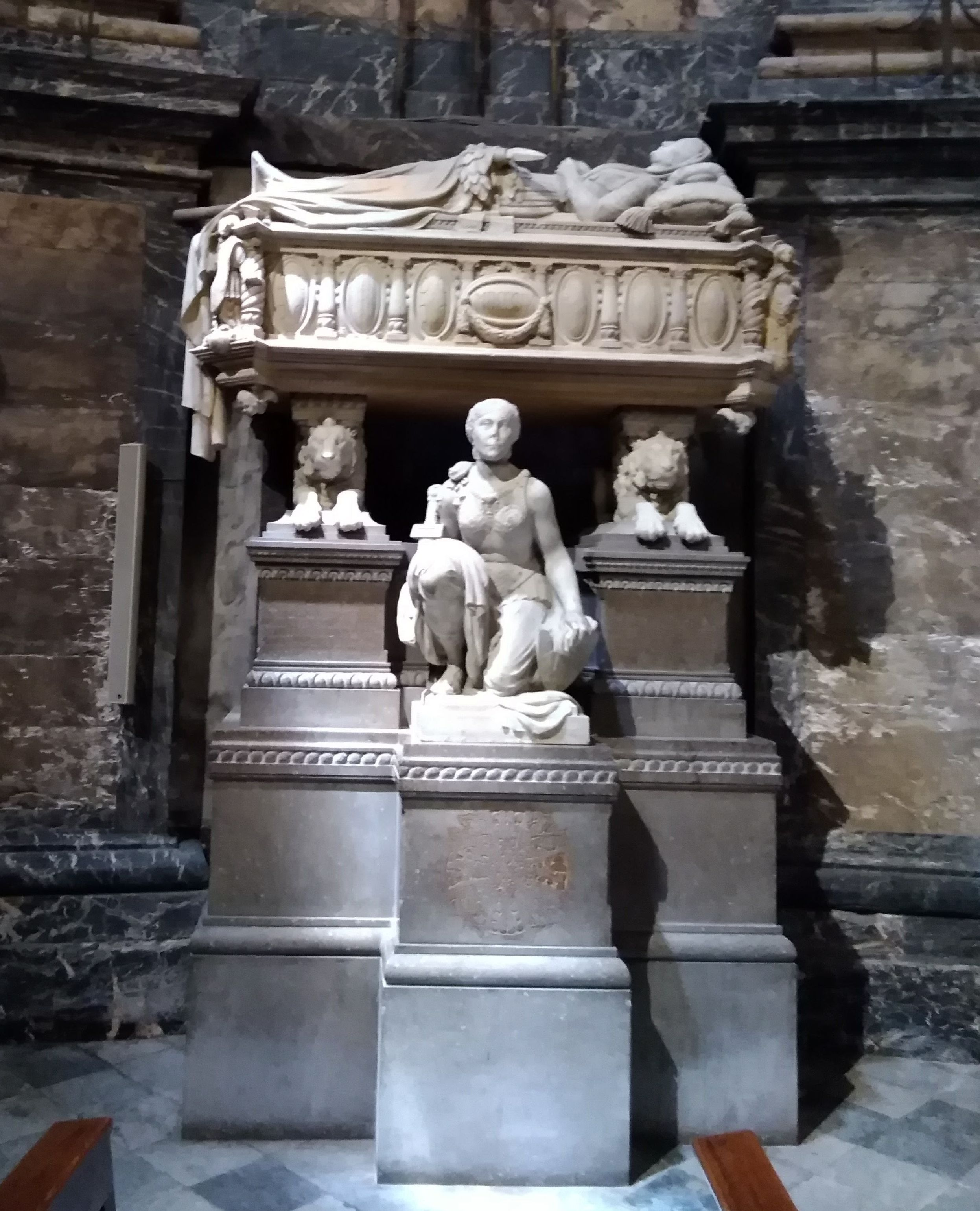
Monument a les Heroïnes de Santa Bàrbara, erigit el 1925 per subscripció popular.

També el 1909 Paula Valentí figura en la nòmina de subscriptores de diners per a la celebració del centenari de les Heroïnes de Santa Bàrbara l'erecció d'un monument commemoratiu. Paula Valentí figura dalt de tot amb la màxima contribució. En aquesta línia de moderada intervenció pública, el 1910 Paula va rebre un diploma de reconeixement al seu treball en la primera commemoració dels setges de Girona.
En el Diari de Girona de 1913 es recull una nova manifestació de l'activitat de Paula Valentí, en la constitució de la Junta de Defensa de l'ensenyament catòlic. L'esmentada Junta serà presidida per Dolores de Puig de Foxà, de la parròquia de la Catedral, la vicepresidenta serà Paula Valentí, de Sant Fèlix i Carme Auguet Comalada de la del Mercadal. 
Rafael Masó Pagès, espòs de Paula va morir el 1915 i des d'aleshores Paula va esdevenir una vídua reclosa en el dol, compartint casa amb els fills i abocada a la llar i a l'estricta pràctica religiosa. Dels retrats d'estudi de joveneta, pubilla i recent casada, als retrats familiars envoltada de fills i nets, vestida de negre, mocador al cap i mirada trista i entotsolada.
Paula va morir el 5 de febrer de 1926. De la petjada que va deixar del seu pas per aquesta vida, n'es un bon resum la necrològica publicada al Diari de Girona, l'endemà dia 6 de febrer de 1926.
| « | Compendi d'una vida consagrada a una missió fonamental: el culte de la llar, el culte de la fillada. L'abnegació matern, aquell donar-se tota als fills, i als fills consagrar-se sense restriccions ni reserves; veus aquí una obra que la difunta senyora ha vist feliçment complida.. La modèstia ha estat una altra característica de la virtuosa dama. Sempre ha refusat afalacs i honors. Sols un càrrec ha exercit en la seva vida: i és el seu més alt títol de glòria: el de presidenta de les Conferències de Sant Vicenç de Paül adcrites a la Parròquia major de Sant Feliu. La fecunda activitat de la difunta senyora fructificà bellament en aquesta tasca d'amor al próxim necessitat, vessant-se en un seguit de profitoses obres. Per fi DIARIO DE GERONA tingué en a senyora Paula Masó una cofundadora exemplar. Les nostres pàgines s'han amarat i s'han inspirat en l'esperit religiós d'ella i han begut les fervors de la seva ànima pietosa. Per això ara en aquesta hora de crua realitat i d'amargor intensa, DIARIO DE GERONA ret un postrer homenatge a la vida de la que fou esposa del nostre inobidable fundador, en un tribut fervorós d'honor i de justícia. | » |